# Swampscott
Swampscott és una població dels Estats Units a l'estat de Massachusetts. Segons el cens del 2007 tenia 14.565 habitants.

## Demografia
Segons el cens del 2000, Swampscott tenia 14.412 habitants, 5.719 habitatges, i 3.986 famílies. La densitat de població era de 1.824,4 habitants/km².
Dels 5.719 habitatges en un 33,3% hi vivien nens de menys de 18 anys, en un 58,2% hi vivien parelles casades, en un 9% dones solteres, i en un 30,3% no eren unitats familiars. En el 25,9% dels habitatges hi vivien persones soles el 13,6% de les quals corresponia a persones de 65 anys o més que vivien soles. El nombre mitjà de persones vivint en cada habitatge era de 2,48 i el nombre mitjà de persones que vivien en cada família era de 3.
Per edats la població es repartia de la següent manera: un 24% tenia menys de 18 anys, un 4,5% entre 18 i 24, un 27,8% entre 25 i 44, un 26% de 45 a 60 i un 17,7% 65 anys o més.
L'edat mediana era de 42 anys. Per cada 100 dones de 18 o més anys hi havia 82,3 homes.
La renda mediana per habitatge era de 71.089 $ i la renda mediana per família de 82.795$. Els homes tenien una renda mediana de 56.541 $ mentre que les dones 38.690$. La renda per capita de la població era de 45.487$. Entorn del 2,5% de les famílies i el 3,7% de la població estaven per davall del llindar de pobresa.

## Personatges il·lustres
- Walter Brennan (1894 - 1974), actor